# Битка код Кизика
Битка код Кизика је поморска битка између Атине и Спарте у којој је 410. п. н. е. атинска флота потпуно уништила спартанску флоту. То је била једна од битака Пелопонеског рата. Победа у тој бици омогућила је Атини да поврати велики број градова око Хелеспонта. Уочи пораза Спартанци су понудили мир, што је Атина одбила.

## Увод
После атинске победе код Абида 411. п. н. е. спартански адмирал Миндар захтева појачања од Спарте, а са персијским сатрапом је радио на новој офанзиви. Атина је међутим остала без новца за вођење рата. Тако у пролеће 410. п. н. е. Миндар гради флоту од 80 бродова и уз помоћ персијских трупа опседају и заузимају Кизик.
Атинска флота се повлачи са Хелеспонта према Кардији, да би избегли окршај са ојачалом спартанском флотом. Алкибијад, Терамен и Тразибул траже новац да би обновили флоту и успевају поново створити флоту од 86 бродова. Та флота са копненом војском креће према Хелеспонту, да се сукобе са Спартанцима.

## Битка
Атинска флота је ушла у Хелеспонт ноћу да не би било пребројано колико имају бродова. Искрцали су се близу Кизика. Затим су поделили флоту. Алкибијад је кренуо први напред са 20 бродова, а Терамен и Тразибул су се прикрадали одотрага. Спартански адмирал Миндар је угледао само Алкибијадов део, па је сматрао да су Атињани много инфериорнији. Кренуо је према Алкибијаду. Алкибијадови бродови су се разбежали, а Миндар је кренуо за њима.
Кад је Миндар одмакао довољно далеко од луке у Кизику, Алкибијад је окренуо бродове према Миндару, а Терамен и Тразибул су заузели позицију да одсеку одступницу Миндару.
Миндар је упао у замку, па креће према једној плажи јужно од града, где се налазио персијски сатрап Фарнабаз са војском.
Током бега спартански бродови су претрпјели губитке, али долазе до обале.
Алкибијадова војска долази до спартанских бродова на обали и почела их повлачити кукама. Персијска много бројнија војска улази у битку и успева да отера Атињане према мору. Трасибул и Терамен улазе у битку и атинска војска побеђује Спартанце и Персијанце.
Ухваћени су сви спартански бродови. Миндар је убијен. Спартански савезници су запалили своје бродове при повлачењу.

## Последице
После драматичне победе Атина контролише цели Хелеспонт. Следећег дана улазе у Кизик, који се предао без борбе.
Деморализирана Спарта тражи мир, али Атина одбија. Победа доприноси паду олигархије у Атини.
Атина је међутим била у великим финансијским тешкоћама. Због тога Атина није била у стању да офанзивно искористи победе на бојном пољу и прошири довољно територије.
Спарта са друге стране добија финансијску помоћ Персије, па изнова гради флоту и поново креће на походе против Атине.
Атина ће после овога успети још једном да победи у бици код Аргинуских острва. Али пораз у бици код Егоспотама 405. п. н. е. означити ће брзи крај рата.
Иако је уништила целу спартанску флоту у бици код Кизика, Атина није успела да оствари дугорочну предност. Битка је само послужила да одгоди исход рата.